# Franz Seitelberger

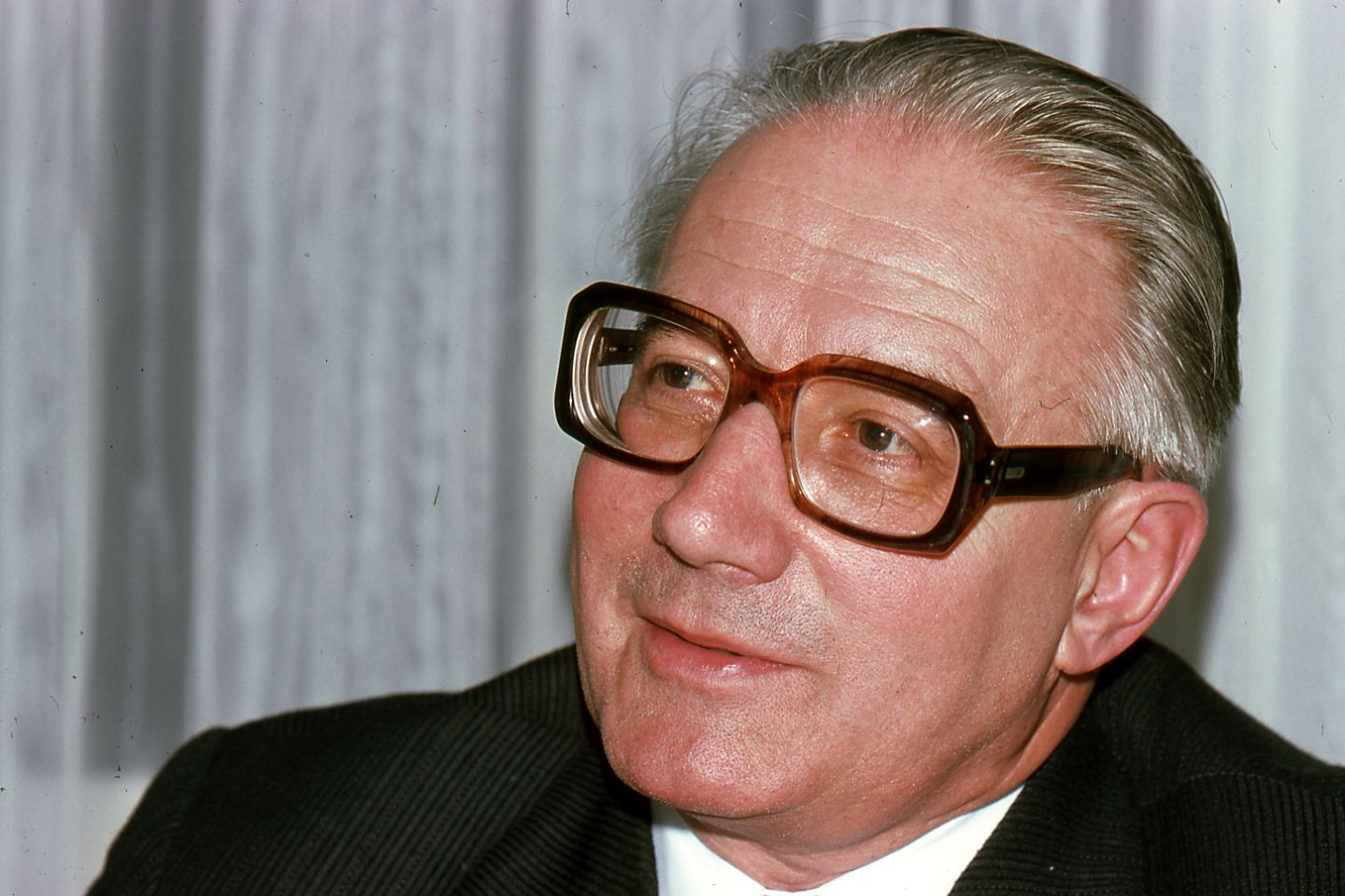
Franz Seitelberger (1975)

Franz Seitelberger (* 4. Dezember 1916 in Wien; † 2. November 2007 ebenda) war ein österreichischer Neurologe. Er war Rektor der Universität Wien von 1975 bis 1977.

## Leben
Franz Seitelberger, geboren in Wien-Margareten, besuchte in Wien die Volksschule und das Gymnasium. Nach seiner Matura 1935 studierte er Medizin an der Wiener Universität. Zum 1. Mai 1938 trat er der SS, dem ‚Sturm 1/89‘, bei. Am 12. April 1940 beantragte er die Aufnahme in die NSDAP und wurde am 1. Juli aufgenommen (Mitgliedsnummer 8.121.499). 1940 wurde er dort zum Dr. med. univ. promoviert. Im Zweiten Weltkrieg wurde er als Bataillonsarzt an der Ostfront eingesetzt und erlitt schwere Verwundungen. 1945 wurde er in Bad Ischl an der Neurologischen Abteilung des dortigen Krankenhauses tätig und 1946 begann er in der Neurologischen Klinik am Rosenhügel in Wien zu arbeiten. 1950 wurde er als Facharzt für Neurologie und Psychiatrie zugelassen. Für weitere Studien hielt er sich 1952/1953 am Max-Planck-Institut für Hirnforschung in Gießen auf. Nach seiner Habilitation für Neurologie, Neuroanatomie und Neuropathologie im Jahre 1954 wurde er 1958 als außerordentlicher Universitätsprofessor an die Universität Wien berufen sowie ab 1959 zum Direktor des Neurologischen Instituts der Universität Wien („Obersteiner-Institut“, heute Klinisches Institut für Neurologie der Medizinischen Universität Wien) bestellt. Seitelberger war 1960 Gastprofessor und von 1984 bis 1986 „Fogarty Scholar“ an den National Institutes of Health (NIH) in Bethesda, Maryland, USA. Zum ordentlichen Professor wurde er 1964 ernannt. Von 1970 bis 1990 war er Direktor des Instituts für Hirnforschung der Österreichischen Akademie der Wissenschaften. 1987 wurde er emeritiert.
Er war 1974 bis 1975 Dekan der Medizinischen Fakultät, von 1975 bis 1977 Rektor und von 1977 bis 1978 Prorektor der Universität Wien. Während seiner Zeit als Rektor der Universität Wien wurde Seitelberger von Studentenvertretern kritisiert. Der Verband Sozialistischer Studenten Österreichs (VSStÖ) und der Kommunistische Studentenverbandes (KSV) warfen ihm seine Mitgliedschaft bei der SS vor und forderten seinen Rücktritt. Seitelberger rechtfertigte sich, dass er lediglich bei einer SS-Sportgemeinschaft gewesen sei, in der er sich „nur sportlich betätigt“ habe. Laut Aussagen der damaligen Wissenschaftsministerin Hertha Firnberg vom 3. März 1976 sei er, Seitelberger, nach Durchsicht von Dokumenten als „minderbelastet“ eingestuft worden.
Der Spiegel berichtete in seiner Ausgabe 44/2003 vom 27. Oktober 2003 in dem Beitrag „Zeitgeschichte: Tiefstehende Idioten“ über die Beisetzung von Gehirnteilen von drei Euthanasie-Opfern in Brandenburg. Die drei Brüder („Knaben K.“), alle mit einer seltenen Erbkrankheit, „verstarben“ zwischen 1942 und 1944 in der Landesanstalt Görden in Brandenburg an der Havel. Julius Hallervorden, Mediziner des Kaiser-Wilhelm-Instituts für Hirnforschung in Berlin-Buch, ließ 1944 seine umfangreiche Hirnsammlung nach Dillenburg schaffen; er war nach dem Krieg weiter im dortigen Max-Planck-Institut für Hirnforschung tätig. Bis auf die drei Gehirne der „Knaben K.“ wurden Hallervordens Hirnschnitte 1990 alle in München beigesetzt. Von 1952 bis 1954 habilitierte sich Franz Seitelberger bei Julius Hallervorden über die drei Hirne der „Knaben K.“. Er diagnostizierte eine Sonderform der „Pelizaeus-Merzbacher-Krankheit“, die später in Fachkreisen „Seitelberger-Krankheit“ genannt wurde.
Franz Seitelberger verstarb nach langer schwerer Krankheit und wurde am Hietzinger Friedhof bestattet.

## Wirken
Mit der Erforschung von Abbauprozessen im Gehirn, etwa durch Alterungsprozesse oder Alkohol sowie neurodegenerativen Prozessen, wurde er als Wissenschaftler bekannt. Seine Arbeiten zu neurologischen Krankheitsbildern wie der Infantilen neuroaxonalen Dystrophie, der konnatalen Pelizaeus-Merzbacher-Krankheit und der Gerstmann-Sträussler-Scheinker-Krankheit (GSS), einer Variante der Creutzfeldt-Jakob-Krankheit waren international anerkannt. Er hat zirka 400 wissenschaftliche Publikationen zu Themen der Stoffwechselkrankheiten des Nervensystems, Gehirnaltern und Alterskrankheiten des Gehirns, Entzündungskrankheiten des Nervensystems und Multiple Sklerose, Gehirnevolution und der medizinischen Anthropologie veröffentlicht. Seitelberger war 1961 Gründungsherausgeber der wissenschaftlichen Fachzeitschrift Acta Neuropathologica.
Seitelberger war ab 1964 korrespondierendes, ab 1970 ordentliches Mitglied der Österreichischen Akademie der Wissenschaften, er war seit 1966 „Auswärtiges Wissenschaftliches Mitglied“ des Max-Planck-Instituts für Psychiatrie in München. Weiterhin war er Mitglied der Deutschen Akademie der Naturforscher Leopoldina in Halle (Saale) sowie Mitglied der International Brain Research Organisation (IBRO). Von 1974 bis 1978 war er Präsident der International Society of Neuropathology (ISN). 1982 war er Präsident des 9. Internationalen Kongresses für Neuropathologie in Wien.

## Auszeichnungen und Ehrungen
Seitelberger erhielt zahlreiche nationale und internationale Auszeichnungen, wie die Ehrenmedaille der Bundeshauptstadt Wien in Gold. Für sein Engagement für japanische Postdocs und Gastforscher erhielt er 1989 die hohe japanische Auszeichnung „Orden des Heiligen Schatzes mit Stern, goldenen und silbernen Strahlen“ (2. Klasse). 1987 wurde er mit dem Erwin Schrödinger-Preis der Österreichischen Akademie der Wissenschaften geehrt. Er war zudem Ehrenmitglied der Ungarischen Akademie der Wissenschaften in Budapest und der Mexikanischen Medizinischen Akademie.

## Schriften
- mit Hans Hoff: Die Hirngefäße, ihre Physiologie und Pathologie. In: Deutsche medizinische Wochenschrift. 1952, 2, S. 33 ff.
- Zur Neuropathologie des Alkoholismus. 1962.
- mit Kurt Jellinger: Grundzüge der morphologischen Entwicklung des Zentralnervensystems. 1967.
- Zur Immunopathogenese der Hirngewebsläsionen bei Multipler Sklerose. 1969.
- Lebensstadien des Gehirns. 1978.
- Umwelt und Gehirn. 1980.
- Wie geschieht Bewußtsein? 1987.
- mit Erhard Oeser: Gehirn, Bewußtsein, Erkenntnis. 1995.